# Peckham-Gletscher
Der Peckham-Gletscher ist ein steiler Nebengletscher des Byrd-Gletschers in der Britannia Range des Transantarktischen Gebirge. Er fließt vom Mount McClintock in südlicher Richtung.
Das Advisory Committee on Antarctic Names benannte ihn 1965 nach dem US-amerikanischen Biologen Verne E. Peckham, der als Mitglied der Mannschaft auf der McMurdo-Station im Winter 1962 mehrere Tauchgänge im McMurdo-Sund nahe der Station und unweit von Kap Evans unternommen hatte.